# Rameswaram
Rameswaram (o Rameshwaram, Ramesvaram) è una suddivisione dell'India, classificata come town panchayat, di 38.035 abitanti, situata nel distretto di Ramanathapuram, nello stato federato del Tamil Nadu. In base al numero di abitanti la città rientra nella classe III (da 20.000 a 49.999 persone).

## Geografia fisica
La città è situata a 9° 16' 60 N e 79° 17' 60 E e ha un'altitudine di 9 m s.l.m..

## Società

### Evoluzione demografica
Al censimento del 2001 la popolazione di Rameswaram assommava a 38.035 persone, delle quali 19.648 maschi e 18.387 femmine. I bambini di età inferiore o uguale ai sei anni assommavano a 5.094, dei quali 2.606 maschi e 2.488 femmine. Infine, coloro che erano in grado di saper almeno leggere e scrivere erano 27.357, dei quali 15.183 maschi e 12.174 femmine.